# Zach Hill
Zach Hill (Sacramento, California, EUA; 28 de diciembre de 1979) es un influyente músico y artista visual estadounidense; baterista-multiinstrumentista. Es conocido por ser el batería de los grupos de math rock Hella y de hip hop experimental Death Grips, entre otros proyectos influyentes.

## Discografía

### Álbumes en solitario
- Astrological Straits (2008, Anticon/Ipecac)
- Face Tat (2010, Sargent House)
- Lil Scuzzy (2011, Altamont Apparel) (como Xach Hill)

### Con Death Grips
- Exmilitary (2011, Third Worlds)
- The Money Store (2012, Epic)
- No Love Deep Web (2012, Third Worlds/Harvest)
- Government Plates (2013, Third Worlds/Harvest)
- Fashion Week (2015, Third Worlds)
- The Powers That B (2015, Third Worlds/Harvest)
- Bottomless Pit (2016, Third Worlds/Harvest)
- Year of the Snitch (2018, Third Worlds/Harvest)

### Con Hella
- Hold Your Horse Is (2002, 5 Rue Christine)
- The Devil Isn't Red (2004, 5 Rue Christine/Suicide Squeeze)
- Church Gone Wild/Chirpin' Hard (2005, Suicide Squeeze)
- There's No 666 in Outer Space (2007, Ipecac)
- Tripper (2011, Sargent House)

### Con Team Sleep
- Team Sleep (2005, Maverick Records)